# Форчоло
Форчоло (фр. Forciolo) је насељено место у Француској у региону Корзика, у департману Јужна Корзика.
По подацима из 2011. године у општини је живело 69 становника, а густина насељености је износила 10,03 становника/km².

## Демографија
| 1962. | 1968. | 1975. | 1982. | 1990. | 2011. |
| ----- | ----- | ----- | ----- | ----- | ----- |
| 124   | 132   | 106   | 75    | 56    | 69    |